# Prozopagnozja
Prozopagnozja (z gr. πρόσωπον prósōpon = „twarz” + ἀγνωσία agnōsía = „niewiedza”) – zaburzenie percepcji wzrokowej, polegające na upośledzeniu zdolności rozpoznawania twarzy znajomych lub widzianych już osób, a w niektórych przypadkach także ich wyrazu emocjonalnego, przy niezaburzonej percepcji wzrokowej innych obiektów. Zaburzenie to jest jednym z rodzajów agnozji.
Jako pierwszy terminu „prozopagnozja” użył w 1947 niemiecki neurolog Joachim Bodamer.
Prozopagnozję należy odróżnić od agnozji twarzy, w której osoby z zaburzeniem nie odróżniają twarzy od innych bodźców percepcyjnych.

## Przyczyny i objawy
Zaburzenie to może mieć postać nabytą, gdy pojawia się w wyniku uszkodzenia mózgu, lub wrodzoną, która przynajmniej w niektórych przypadkach ma podłoże genetyczne i dziedziczona jest autosomalnie dominująco. Może występować u 2,5% populacji.
Do prozopagnozji nabytej prowadzą zazwyczaj obustronne lub prawostronne uszkodzenia w obszarze skroniowo-potylicznym kory mózgowej, szczególnie w obszarze zakrętu wrzecionowatego, czyli części płata skroniowego mózgu (tzw. obszar 37), choć zróżnicowanie uszkodzeń wśród pacjentów jest duże.
Osoby cierpiące na prozopagnozję nie mają generalnie kłopotów ze wzrokiem ani z zapamiętywaniem faktów. W szczególności nie jest u nich zaburzona pamięć semantyczna dotycząca znajomych osób i potrafią rozpoznawać ludzi na podstawie informacji z innych źródeł niż twarz, np. poprzez ich głos. Zwykle rozróżniają też poszczególne części twarzy, ale ich kształt i położenie u wszystkich ludzi wydaje się im jednakowe.

## W literaturze i filmach
Kilka przypadków prozopagnozji – w tym własne dolegliwości tego typu – opisał Oliver Sacks, profesor neurologii na Uniwersytecie Columbia i autor licznych publikacji popularnonaukowych, m.in. książki The Man Who Mistook His Wife for a Hat (polskie wydanie: Mężczyzna, który pomylił swoją żonę z kapeluszem) czy The Mind's Eye (polskie wydanie: Oko umysłu). W filmie Vinci jeden z bohaterów cierpiał na tę przypadłość, nie rozpoznając nawet własnych dzieci, natomiast film Twarze w tłumie z 2011 roku opowiada historię kobiety cierpiącej na to zaburzenie. W serialu O mnie się nie martw jeden z bohaterów sezonu 6. „szekspirolog”, dawny znajomy pani Irenki przyznaje się do prozopagnozji. Perypetie z tym związane są jednym z wątków przez kilka odcinków. 
W powieści młodzieżowej Podtrzymując Wszechświat jeden z głównych bohaterów, nastolatek Jack, cierpi na prozopagnozję. Przypadłość ta pojawia się także u głównej bohaterki thrillera psychologicznego Randka, autorstwa Louise Jensen.

## Znane osoby z prozopagnozją
- Brad Pitt[9]
- Wiktoria Bernadotte, księżniczka koronna (następczyni tronu) Szwecji[10][11][12]
- Michał Kołodziejczak[13]